# Edward Medal
De Edward Medal is een hoge Britse onderscheiding voor dapperheid. De medaille werd op 13 juni 1907 door Eduard VII van het Verenigd Koninkrijk ingesteld. Toen de medaille voor Dapperheid van de Orde van het Britse Rijk werd ingesteld bleef de, hogere en exclusievere, Edward Medal bestaan. Ook de instelling van de George Medal op 24 september 1940 maakte geen einde aan het bestaan van de Edward Medal.
De Edward Medal werd in eerste instantie verleend voor dapperheid in de mijngangen van de kolenmijnen. Op 1 december 1909 werd dat uitgebreid met de industrie. Ook voor dapperheid tijdens rampen kon de medaille worden toegekend. Er zijn twee graden; medailles in zilver en brons. De dragers mogen de letters "E.M."achter hun naam plaatsen.
De kosten voor de in de mijnen gewonnen medailles werden door de mijnindustrie, niet door de regering, gedragen.
In 1940 vroeg men de dragers van de Medaille van het Britse Rijk, voor zover die medaille voor dapperheid werd verleend, om hun medaille in te ruilen voor een George Cross. Pas in 1977 werden ook de dragers van de veel hoger geachte Albert Medal voor bijvoorbeeld redding op zee, en de Edward Medal voor riskante reddingsacties in mijngangen gevraagd om hùn medailles in te ruilen voor een George Cross. Niet iedereen is daarop ingegaan.
De medaille werd 77 maal in zilver en 318 maal in brons aan mijnwerkers verleend. In de industrie werden 25 zilveren en 163 bronzen medailles toegekend. Twee vrouwen ontvingen de industriële bronzen medaille aan een strik. Na 1949 werden de vier medailles alleen postuum verleend. 
In 1971 werd de dragers van deze medaille en de Albert Medal gevraagd om hun decoratie in te ruilen voor het George Cross. De Britse regering maakte dus geen onderscheid tussen de bronzen en de zilveren medailles. De regering gaf met het besluit ook te kennen dat de Edward Medal hoger in aanzien stond dan de George Medal. Niet iedereen was daartoe bereid; twee dragers van zilveren medailles en zeven dragers van de bronzen medailles hielden de toegekende medailles. Daarmee zagen zij ook af van een jaargeld dat aan het George Kruis is verbonden.
De medailles werden behalve in Europa ook in de landen van het Gemenebest toegekend.

## De medailles
Op de voorzijde zijn de stichter, Eduard VII of zijn op het moment van de verlening regerende opvolgers afgebeeld. Op de keerzijde van de oorspronkelijke medaille staat een afbeelding van een mijnwerker die in een gang een gewonde ontdekt.
Op de medaille voor de industrie staat een rijzige klassieke vrouwenfiguur, misschien is het Nikè, in een chiton afgebeeld. Op haar hoofd draagt zij een muurkroon en achter haar zijn fabrieken neergezet. Op de keerzijde staan de woorden "FOR COURAGE". De vrouw draagt twee palmentakken opgeheven in haar beide handen.
De medailles werden aan een blauw lint met smalle gele biesen gedragen.

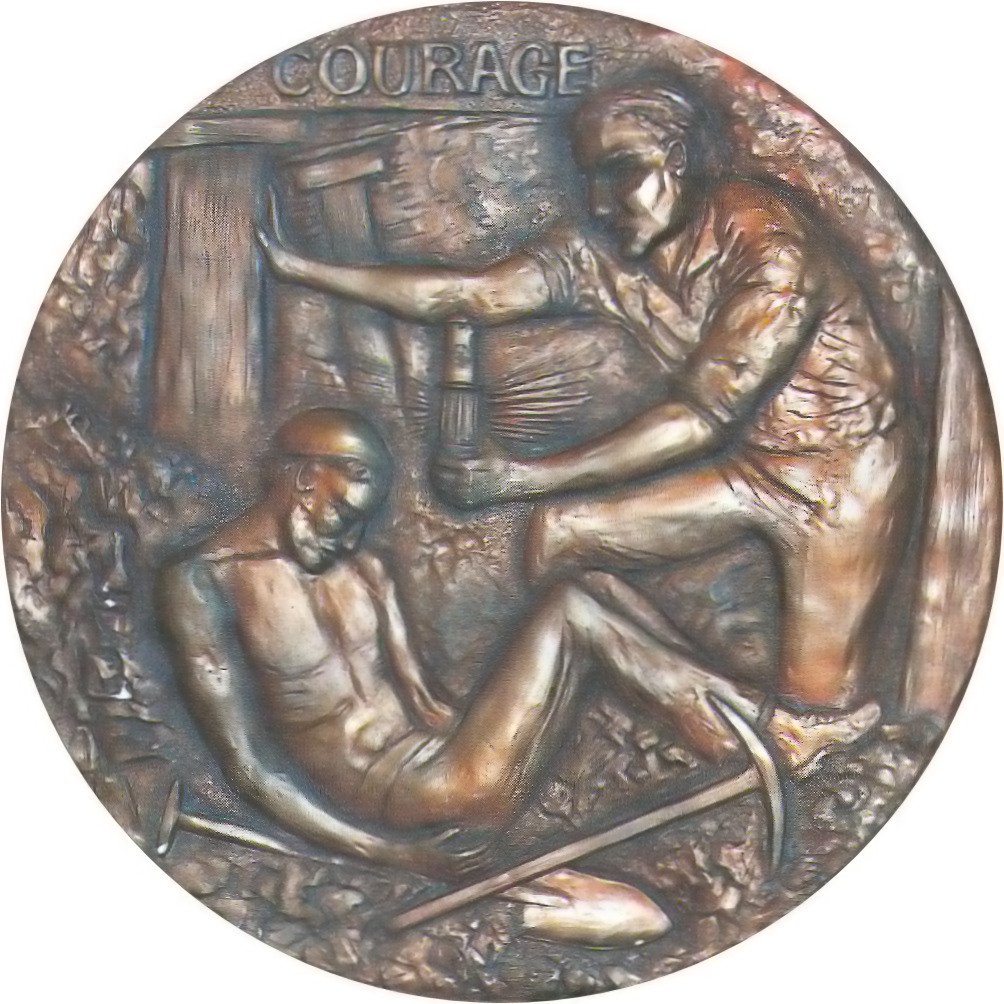
Afbeelding op de keerzijde van de Edward Medal.